# Tortella
Tortella là một chi rêu trong họ Pottiaceae.